# Rasmus Daugaard
Rasmus Daugaard Hansen (15 settembre 1976) è un ex calciatore danese, di ruolo difensore.

## Carriera

### Club
Daugaard iniziò la carriera professionistica con la maglia dello Ølstykke.
Passò poi allo AB e, nel 2003, nel Midtjylland.
In seguito vestì la maglia dei norvegesi del Lyn Oslo, debuttando nella Tippeligaen il 2 luglio 2006, quando andò anche a segno nel successo per 2-1 sul Fredrikstad.
Nel 2007 tornò in patria, per giocare nel Lyngby. Esordì in squadra il 16 settembre, nella sconfitta per 2-1 sul campo del Viborg. Si ritirò alla fine del campionato.